# Giancarlo Pontiggia
Giancarlo Pontiggia (Seregno, 1952) è un poeta, critico letterario e scrittore italiano.

## Biografia
Pontiggia ha frequentato la Facoltà di Lettere presso l'Università degli Studi di Milano, e si è laureato con una tesi sulla poesia di Attilio Bertolucci. 
Dal 1977 al 1981 è stato redattore della rivista di poesia «Niebo»  ed in collaborazione con Enzo Di Mauro ha curato nel 1978,  per l'editore Feltrinelli, La parola innamorata. Poeti nuovi. 
Ha tradotto dal francese, tra molte altre opere, La nouvelle Justine di de Sade, le Bagatelle per un massacro di Céline, le varie versioni   del Fauno di Mallarmé, La bambina dell'oceano di Supervielle, Charmes e Il mio Faust di Paul Valéry.
Verso la fine del 1980 il suo interesse si è spostato ai classici con la traduzione delle Olimpiche di Pindaro, La congiura di Catilina di Sallustio e l'opera di Rutilio Namaziano.
Le sue poesie, i suoi saggi e gli studi da lui compiuti sulla teoria poetica sono stati pubblicati su numerose riviste e antologie.
Nel 1998, con  la raccolta poetica Con parole remote pubblicata da Guanda, ha ottenuto il Premio Internazionale Eugenio Montale 1998.
Insegna letteratura italiana e latina presso un liceo milanese e collabora come critico letterario al quotidiano Avvenire. Ha scritto un manuale scolastico di letteratura e testi latini edito da Principato Editore.  
Insieme a Paolo Lagazzi è l'autore del manifesto per una nuova critica I volti di Hermes che è stato pubblicato sul n.209 dell'ottobre 2006 della rivista Poesia dell'editore Crocetti.
Sempre con Lagazzi è il responsabile della Sezione Letteratura Italiana della rivista Ali (Edizioni del Bradipo), diretta da Gian Ruggero Manzoni, e della rivista Poesia e Spiritualità, diretta da Donatella Bisutti.

## Opere

### Raccolte poetiche
- Con parole remote, Guanda, 1998, ISBN 978-88-82-46035-8
- Bosco del tempo, Guanda, 2005, ISBN 978-88-82-46769-2
- Il moto delle cose, Mondadori, 2017, ISBN 978-88-04-68143-4
- Voci, fiamme, salti nel buio, Stampa 2009, 2019, ISBN 978-88-83-36318-4
- Origini. Poesie 1998-2010, Interlinea, 2015. ISBN 978-88-6857-023-1
- La materia del contendere, Garzanti, 2025

### Saggi
- Contro il Romanticismo / Esercizi di resistenza e di passione, Medusa, 2002
- Selve letterarie, Moretti&Vitali, 2006

## Riconoscimenti letterari
Per Con parole remote
- 1998 Premio Eugenio Montale

Per Bosco del tempo
- 2006 Premio Camaiore
- 2006 Premio Metauro
- 2006 Premio Dessì

Per Il moto delle cose
- 2018 Premio Nazionale di Poesia Antica Badia di San Savino
- 2018 Terna finalista al Premio Viareggio
- 2018 Terna finalista al Premio Carducci
- 2018 Rosa del Premio Raffaele Crovi
- 2018 Premio Pascoli di Poesia
- 2018 PontedilegnoPoesia
- 2019 Premio Letterario Val di Comino
- 2019 Premio Laudomia Bonanni
- 2019 Premio Ceppo Pistoia
- 2019 Premio Città di Como